# マペットの宝島
『マペットの宝島』（Muppet Treasure Island）は、ブライアン・ヘンソン監督によって1996年に公開されたアメリカ合衆国のミュージカル・冒険アクション・コメディ映画。ジム・ヘンソン・カンパニーが製作し、ウォルト・ディズニー・ピクチャーズが配給した。本作はマペットが主演する5本目の長編映画で、原作はロバート・ルイス・スティーヴンソンの『宝島』である。
前作の『マペットのクリスマス・キャロル』と同様、主要な配役は俳優が実写で演じており、マペット達は助演役をこなしている。出演する俳優陣は、ティム・カリー、ケヴィン・ビショップ、ジェニファー・ソーンダース、そして本作が長編映画デビューとなったビリー・コノリー。マペット陣はカーミットがスモレット船長の役を、フォジーがトレローニー役を、サムがアロー副船長役を、ミス・ピギーがベンジャミーナ・ガン役を演じている。前作映画のナレーションで成功したゴンゾとリゾには、主人公ジム・ホーキンズの親友という特別に作られた配役が与えられた。
この映画は1996年2月16日に公開され、3100万ドルの予算で興行総収入3400万ドルを稼ぎ出し、評論家や観客からは概ね肯定的な評価となっている。

## あらすじ
ジム・ホーキンズは、親友のゴンゾとリゾと一緒に英国の「ベンボウ提督亭」に住んでいる若い孤児である。ジムがビリー・ボーンズから海賊フリント船長に関する話を聞くと、彼は宝の山を人里離れた島に埋めてから乗組員達を処刑したので、島の地図を自分だけが所有しているという。ある晩、ボーンズの乗組員仲間である盲目のピューが到着して、黒の処刑宣告書をボーンズに渡した。死ぬ直前にボーンズは宝の地図をジムに与え、財宝を追い求めて海賊の手から財宝と地図の両方を守って欲しいとジムに依頼した。海賊の軍隊が宿屋を攻撃して破壊したが、ジムとゴンゾとリゾは地図を持って逃げ出した。 
3人組がお間抜けなトレローニー（フォジー）に地図を渡すと、彼は宝探しの航海を手配してくれた。少年たちは船上の給仕係 としてヒスパニオラ号に乗船、そこにはトレローニー、医師リヴジー（ブンゼン）、とビーカーも同伴した。その船はスモレット船長（カーミット）と厳格すぎる航海士長のアロー副船長（サム）によって統率されていた。少年たちは、ボーンズが警告していた一本足の男ジョン・シルバーに出会うが、ジムとシルバーは気の合う友達になる。船は出航したが、スモレットは乗組員達を疑っており、彼らがいかがわしい人物だと確信していた。海賊だと判明した乗組員3人にゴンゾとリゾが誘拐されて拷問を受けた後、彼は安全確保のため宝の地図を施錠保管した。
シルバーと乗組員の中に潜んでいたその海賊達はフリントの乗組員の一部であり、彼ら自身のために宝物を欲していたことが判明する。シルバーは手漕ぎボートの試運転をして欲しいとアローを騙して船から去らせると彼は溺死したと主張し、アロー追悼式の間に地図を自分の子分に盗ませるのだった。ジム、ゴンゾ、リゾはここでシルバーの裏切り行為に気付いて、スモレット船長に報告。宝島に到着すると、スモレットは上陸して将校を救うよう乗組員全員に命じた。これは彼自身と非海賊の乗組員を船に乗せて海賊達を島に置き去りにするという一計を案じたものだった。しかし、船長に対抗する影響力を持つべくシルバーがジムを誘拐していたことが分かり、彼の計画は頓挫してしまう。島では、亡き父の羅針盤を使って宝探しに加わるようシルバーがジムを勧誘していた。ジムが拒否すると、シルバーは彼から形見のコンパスを無理やり奪い取ってしまう。スモレット、ゴンゾ、リゾはジムを救うために島に上陸。しかし彼らの気付かぬうちに、シルバーは出航前のヒスパニオラ号に乗船して海賊団を隠れさせ、スモレットの不在時に船を奪い取ってしまう。島では、スモレットと残りの上陸部隊が豚の先住民部族によって捕らえられ、そこでスモレットは部族の女王にして振られた恋人ベンジャミーナ・ガン（ミス・ピギー）と再会することになる。
海賊たちはフリントが財宝を隠したという洞窟に何もないことが分かると、シルバーに対して小さな反逆を起こした。シルバーは海賊ではあったが、ジムのことを気にかけていてお前を逃がしてやると耳打ちした。スモレットとベンジャミーナ・ガンはシルバーによって捕らえられ、スモレットは処刑のため崖から吊るされてしまう。スモレットを救おうとして、ベンジャミーナ・ガンは自分の家に財宝を隠したことを明かした。しかし彼女がシルバーからのキスを吐き出したことで、シルバーは彼女を同様に崖から吊るしてしまう。 ジムは友人達を救助し、アロー副船長（ここで生存が明らかにされる）と共に一団はヒスパニオラ号の支配を取り戻して、スモレットとベンジャミーナ・ガンを救助した。ジムの一団はシルバーだけが立ち残ってしまうまで海賊と剣で戦い、自分が劣勢だと気付いたシルバーはここで降伏する。海賊たちが投獄されていく際に、シルバーはまだ自分がアローの鍵を持っていることに気づき、財宝を持って逃げようとする。ジムは彼に立ち塞がるが、通路を再び渡ってこない限りシルバーが立ち去ることはできるようにしていた。かくしてシルバーは、羅針盤をジムに返すこともせず漕ぎ去った。ただし、アローはシルバーが使ったボートが航海に適さないことをジムとスモレットに伝えており、そしてシルバーは島に座礁して財宝も失ってしまう。
海から財宝を取り戻すためにスキューバダイビングするネズミ達がいる中、乗組員を乗せたヒスパニオラ号が夕焼けに向けて出航するところで、映画は終幕する。

## キャスト
- ティム・カリー（日本語版の声：玄田哲章）はジョン・シルバー役。シルバーは一見すると魅力的な海賊で、料理人のふりをしていた。最初はジムと親しくなったが、ヒスパニオラ号に乗っている仲間の海賊に明かした自分の卑劣な計画をゴンゾとリゾとジムに盗み聞きされるまでのことだった。宝島での包囲時に、シルバーとベンジャミーナ・ガンの間にロマンチックな過去があったことが仄めかされる。彼の悪徳な性質にもかかわらず、彼はジムを本当に気にかけている。

- ケヴィン・ビショップ（日本語版の声：幸道嘉貴）はジム・ホーキンズ役。ジムは優しい性格の孤児で、人生の大半をブルヴェリッジ夫人の厳格な支配のもとベンボウ提督亭で働きながら、それでも常に航海の冒険を夢見ていた。彼は信じられないほど信頼できる少年で、最終的に海賊だということが判明する船上料理人ジョン・シルバーと絆を結ぶことになる。

- ジェニファー・ソーンダース（日本語版の声：寺内よりえ）はブルヴェリッジ夫人役。ブルヴェリッジはジムとその友達が働いているベンボウ提督亭を所有する、声も体格も大きい女性である。彼女は、人々がやるべきことをさぼっている時間が分かるという不気味な能力を持っており、「彼女はどうやって知るの？！」と様々な登場人物が叫ぶことになる。少年達に手荒ではあるが、彼女はジムに対して心からの気遣いを示し、彼らを見送る前に海賊から彼を逃がす手助けをする。

- ビリー・コノリー（日本語版の声：大友龍三郎）はビリー・ボーンズ役[1]。ボーンズは元海賊であり以前はフリント船長の乗組員メンバー。宝島に金を埋めたのを目撃しており、心臓発作で息絶える前に宝の地図をまだ自分が持っているとジムに伝える。ダブリンでの2002年のライブパフォーマンス中、コノリーは自分がマペット映画作品で死んだこれまでに唯一の人間だと冗談めかして言った[2]。

### マペットたち
| キャラクター                         | 担当声優                              | 日本語吹き替え版 |
| ------------------------------------ | ------------------------------------- | ---------------- |
| ゴンゾ                               | デーヴ・ゲルツ                        | 梅津秀行         |
| スモレット船長（カーミット）         | スティーヴ・ホイットマイア            | 山寺宏一         |
| リゾ                                 | スティーヴ・ホイットマイア            | 園岡新太郎       |
| ベンジャミーナ・ガン（ミス・ピギー） | フランク・オズ                        | 梅津秀行         |
| トレローニー（フォジー）             | フランク・オズ                        | 永井一郎         |
| アロー副船長（サム）                 | フランク・オズ                        | 山寺宏一         |
| リヴジー（ブンゼン）                 | デーヴ・ゲルツ                        | 梅津秀行         |
| ビーカー                             | スティーヴ・ホイットマイア            |                  |
| ポリー                               | ケビン・クラッシュ                    | 宝亀克寿         |
| クルーレス                           | ビル・バレッタ                        |                  |
| マッド・モンティ                     | ジェリー・ネルソン                    |                  |
| スウィータム                         | ジョン・ヘンソン                      |                  |
| スタトラー                           | ジェリー・ネルソン                    | 永江智明         |
| ウォルドーフ                         | デーヴ・ゲルツ                        | 槐柳二           |
| ナマハム                             | ケビン・クラッシュ                    | 稲葉実           |
| ブラインド・ピュー                   | ジェリー・ネルソン                    | 田原アルノ       |
| ブラック・ドッグ                     | ケビン・クラッシュ                    |                  |
| パイク                               | スティーヴ・ホイットマイア            | 立木文彦         |
| マッド・ウェル                       | デーヴ・ゲルツ （歌：ビル・バレッタ） |                  |
| ズート                               | デーヴ・ゲルツ                        |                  |
| フロイド・ペッパー                   | ジェリー・ネルソン                    | 立木文彦         |
| アニマル                             | フランク・オズ                        |                  |
| シェフ                               | ビル・バレッタ                        |                  |
| その他                               | サンディ・フォックス                  |                  |

## スタッフ
- 製作：マーティン・G・ベイカー、ブライアン・ヘンソン
- 監督：ブライアン・ヘンソン
- 製作総指揮：フランク・オズ
- 脚本：ジェームズ・V・ハート（英語版）、ジェリー・ジュール、カーク・サッチャー（英語版）
- 音楽：ハンス・ジマー
- 撮影：ジョン・フェナー
- 編集：マイケル・ジャブロウ

## 日本語版制作スタッフ
- 演出：松岡裕紀
- 翻訳：いずみつかさ[要出典]
- 録音制作：スタジオ・エコー[要出典]
- 日本語版制作：DISNEY CHARACTER VOICES INTERNATIONAL, INC.

## テレビ放送
| 放送局               | 放送日付       | 放送時間                     | 備考                   |
| -------------------- | -------------- | ---------------------------- | ---------------------- |
| WOWOW                | 1998年11月23日 | 月曜 15:45 - 17:45           | 日本語版クレジットあり |
| WOWOW                | 1998年12月22日 | 火曜 8:00 - 10:00            | 日本語版クレジットあり |
| WOWOW                | 1999年4月2日   | 金曜 9:15 - 11:15            | 日本語版クレジットあり |
| WOWOW                | 1999年8月2日   | 月曜 8:00 - 10:00            | 日本語版クレジットあり |
| ディズニーチャンネル | 2004年8月29日  | 月曜 0:00 - 2:00（日曜深夜） | 日本語版クレジットなし |

## 製作
『マペットのクリスマス・キャロル』の公開後、次のマペット映画は古典的な物語の改作になることが決定された。共同脚本家のカーク・R・サッチャーは「非常に多くのアイディアがあり、私は『宝島』と中世のドラゴンと騎士のいるアーサー王物語に最も入れ込んでいた。結局、マペットを付け加えるには『宝島』がより良い物語であると、私たち全員がグループとして合意したのです」と述べた。最初の草案では、ゴンゾとリゾは当初ジムとホーキンスという名前の2人の登場人物を表現するものとして書かれていたが、サッチャーが説明するには「スタジオが緊張していて、彼らでは映画の感情的な胸の内を掴めずにいた。それで結局、ジム・ホーキンスは人間と書き入れられ、我々はゴンゾとリゾを彼の傍らに出演させた」という。約100人の俳優がジム・ホーキンスの配役オーディションを行い、なんと最初にオーディションを行ったケヴィン・ビショップが、その役を受け取った。
1993年5月、ブライアン・ヘンソンは『宝島』の改作映画にマペットが登場することになると発表した。撮影はロンドンで秋に始まる予定で、その暫定的な公開日は1994年春を予定していた。当時はその映画に配給業者がいなかったが、ウォルト・ディズニー・ピクチャーズがファーストルック契約を結んだ。ベテランのマペット演者フランク・オズが殆どの撮影で利用できなかったので、仲間のマペット演者ケビン・クラッシュが彼のキャラクター人形を操り、オズがアフレコで声を充てた。オズはすでに台本の読み合わせに参加していて、クラッシュは演技を引き出す手助けにこれらの録音を使った。クラッシュによると、オズは撮影の前に自分の各キャラクターの簡単な説明をした。オズは、ミス・ピギーを「女性になりたいと思っているトラックの運転手」、フォジーをジェリー・ルイスに似た誰かであると説明した。

## 音楽
映画のサウンドトラック『The Muppet Treasure Island: Original Motion Picture Soundtrack』は、ハンス・ジマーによる楽曲スコアにニック・グレニー＝スミスの音色が加わり、ポピュラー楽曲の作詞・作曲家バリー・マンとシンシア・ワイルによって書かれた歌も収録されたものである。映画の最後にはジギー・マーリー（注：世界的なレゲエの大御所ボブ・マーリーの息子）によるレゲエナンバー"Love Power"が含まれており、これはシングル曲としてリリースされ、マーリーとドレッドロックスの髪形をした幾つかのマペットを特集したミュージックビデオと共に販売された。

### 曲目
1. "Shiver My Timbers" - 海賊団
2. "Something Better" - ジム・ホーキンズ、ゴンゾ、リゾ
3. "Sailing for Adventure" - ヒスパニオラ号の船乗り
4. "Cabin Fever" - ヒスパニオラ号の船乗り
5. "A Professional Pirate" - ジョン・シルバーと海賊団
6. "Boom Shakalaka" - 島の先住民
7. "Love Led Us Here" - スモレット船長とベンジャミーナ・ガン
8. "Love Power" (end credits) - ジギー・マーリー
9. "Love Led Us Here" (end credits) - ジョン・ベリー（英語版）と ヘレン・ダーリング（英語版）

## 評判

### 興行
『マペットの宝島』は1996年2月16日に2070館で封切りされ、その週末に7,906,689ドルの興行となり、『ブロークン・アロー』や新作『俺は飛ばし屋 プロゴルファー・ギル（原題：Happy Gilmore）』に次いで北米の興行収入3位にランクされた。最終的には米国内で34,327,391ドルの興行収入だった。 

### 評論家の評価
映画評論サイトのRotten Tomatoesにて、25件のレビューに基づくこの映画の肯定レビュー率は72％、平均評価点は6.2/10だった。同ウェブサイトの評論コンセンサスを読むと「元の三部作に比べてマペット中心ではないものの、『マペットの宝島』はロバート・ルイス・スティーヴンソンの古典的な冒険に、典型的な良識あるギャグを足して、活気あふれる陽気なものにしている」とある。
ニューヨーク・タイムズ紙のステファン・ホールデンは、「物語を面白くこじらせる」マペットのお茶目さを「今時の子供たちは古典的物語を自分たちのバージョンに脚色して即興するので、その雰囲気がマペットの概念とぴったり一致します」と称賛している。
『エンターテインメント・ウィークリー』で評論を行うケネス・タッカーはこの映画にB+を与え、「この映画は、悪い胸騒ぎの暗くなる手法が特に優れている。マペットの行動は人間の俳優と途切れることなく調和しており、大人は共依存や水上スキーやヘンリー・キッシンジャーについての頓智の利いた時代遅れの冗談で笑い続けることだろう」と述べた。
シカゴ・トリビューン紙で評論を行うロジャー・イーバートは、この映画に4個中2.5つ星を与えた。彼はティム・カリーの演技に好意的だったが、その映画を「さほど上手には書かれていない、そして私にとってそれは失敗に近い」と手短かに書いた 。シカゴ・トリビューンのジーン・シスケルはこの映画に4個中2つ星を与え、この映画は「埋められた財宝の伝統的な物語にマペットをうまく溶け込ませていない退屈なマペットの冒険だった。私はマペットに海賊関連の偽キャラクターではなく、彼ら自身を演じて欲しかった」と書いた。

## 訴訟
ホーメル・フーズ・コーポレーション（スパムの製造元）は、この映画の豚部族のキャラクターの1人が「Spa'am」という名前を使用していたため、ジム・ヘンソン・プロダクションを告訴した。損害証明に失敗したため、裁判官は1995年9月22日の審理後にこの訴状を棄却し、「人々はホーメルが本物の豚肉供給源との提携を歓迎したと考えるであろう」と語った。